# Justicia nicaraguensis
Justicia nicaraguensis är en akantusväxtart som beskrevs av L.H. Durkee. Justicia nicaraguensis ingår i släktet Justicia och familjen akantusväxter. Inga underarter finns listade i Catalogue of Life.